# ФК Викингур Гета
Викингур Гета је фудбалски клуб из Леирвика са Фарских Острва. Такмичи се у Премијер лиги Фарских Острва.

## Историја
Клуб је основан 2008. године. Највећи успех остварује 2016. године када осваја домаће првенство. Национални куп је освојио пет пута, док је победник суперкупа био три пута. Први наступ на европској сцени остварује у сезони 2010/11. када је у оквиру Европске лиге играо против Бешикташа. Надимак клуба је Викинзи. Традиционалне боје су плава и црна. Домаће утакмице игра на стадиону Сарпугерби.

## Успеси
- Премијер лига (2): 2016, 2017.
- Куп Фарских острва (6): 2009, 2012, 2013, 2014, 2015, 2022.
- Суперкуп Фарских острва (5): 2014, 2015, 2016, 2017, 2018.